# Björn Gullström
Björn Stellan Gullström född 4 juli 1933 i Kungsholms församling i Stockholm, död 21 januari 2016, var en svensk handbollsspelare.

## Karriär

### Klubblagsspel
Björn Gullström spelade för SOIK Hellas hela sin elitkarriär. När han gjorde sin debut i SoIK Hellas, låg klubben i division 2 och tog sig upp i allsvenskan inför säsongen 1962–1963. Gullström spelade kvar i Hellas till och med 1967. Han slutade före de gyllene åren så det blev aldrig någon SM-titel för Gullström.

### Landslagsspel
Björn Gullström spelade i Sveriges landslag 1959–1963 och spelade totalt 11 landskamper. Han gjorde sin landslagsdebut i Lund den 24 maj 1959 mot Danmark, i förberedelser inför VM utomhus. Gullström spelade ytterligare två landskamper före VM och deltog i ett mästerskap utomhus-VM 1959. Där spelade han fyra landskamper och gjorde två mål. Efter det gjorde inte Gullström några fler landskamper förrän 1963, då han spelade fyra matcher. Det var ett dubbelmöte mot Rumänien i februari och ett dubbelmöte mot Sovjet i maj 1963. I utomhus-VM 1959 blev det en bronsmedalj för Gullström.

## Meriter
- VM-brons i Ute VM 1959 med Sveriges herrlandslag i handboll

## Privat och familj
Björn Gullström hade en bror Per Birger Gullström, som också spelade för SOIK Hellas. Han var född 1937 och tog SM-guld 1969 och 1970 med Hellas. Han spelade däremot aldrig i landslaget.